# Рижский корабль
Рижский корабль — археологическая находка, обнаруженная в ходе раскопок, проходивших в 1939 году в устье реки Рига под руководством Рауля Шноре. Корабль затонул недалеко от левого берега, примерно на 6,5 м ниже нынешнего уровня улиц. В ходе раскопок были открыты древние Рижский порт и поселения, существовавшие задолго до прихода крестоносцев в XIII веке. 

## Описание
Корабль датируется концом XII — началом XIII века. Представляет собой одномачтовое морское судно.
Рижский корабль сделан полностью из дуба, внешне напоминает крупную рыбацкую лодку. Он был обнаружен на пересечении улиц 13 Января, улицы Вальню и улицы Ридзенес. Его длина достигает 14,3 метров; ширина — 4,9 метра; в центральной части максимальная высота бортов — 2,4 метра. Из основных элементов корпуса Рижского корабля можно отметить киль, штевни, шпангоуты, а также 12 досок обшивки с каждой стороны. При переходе штевня к горизонтальному основанию судна можно наблюдать ярко выраженные острые формы, что может являться характерной чертой кораблестроения конкретного народа (возможно, ливов или куршей). Штевень образует с основанием угол в 110—120 градусов. Именно формой штевня судно отличается от подобных, построенных по западноевропейской, скандинавской или славянской моделям, поскольку они обладают ярко выраженной овальной формой штевня, в отличие от Рижского корабля.
В 1984 году инженеры  Центрального проектно-конструкторского бюро механизации и автоматизации совместно с научными сотрудниками Музея истории Риги и мореходства выполнили чертежи ладьи, вычислив, что площадь её прямого паруса составляла около 50 кв.м. Доски наружной обшивки скреплялись железными заклепками и присоединялись к шпангоутам дубовыми стержнями. Радиоуглеродный анализ материала, проведённый в объединении «Союзморинжгеология», показал, что киль ладьи старше обшивки на 1300 лет! Таким образом, древние мастера использовали морёный дуб, ставший по твёрдости, как камень, чтобы ладью можно было не только отправлять в морские путешествия, но и тащить по суше волоком.  
В настоящее время Рижский корабль хранится в Музее истории Риги и мореходства.